# Roxelana crassicornis
Roxelana crassicornis är en insektsart som först beskrevs av Carl Stål 1874.  Roxelana crassicornis ingår i släktet Roxelana och familjen vårtbitare. Inga underarter finns listade i Catalogue of Life.